# Карім Йода
Абду́л Карі́м Йода́ (фр. Abdoul Karim Yoda, нар. 25 жовтня 1988, Аннмасс) — французький футболіст, півзахисник українського клубу «Карпати» (Львів). Виступав, зокрема, за клуби «Серветт» та «Хетафе».

## Ігрова кар'єра
Карім Йода народився 25 жовтня 1988 року у місті Аннмасс, що на сході Франції. Вже 2000 року Карім приєднався до молодіжної команди швейцарськогого «Серветта».
У дорослому футболі дебютував 2006 року виступами за команду клубу «Серветт», в якій провів три сезони, взявши участь у 54 матчах чемпіонату.
Згодом з 2009 по 2014 рік грав у складі команд клубів «Сьйон» та «Астра» (Джурджу), до якої приєднався 2 вересня 2013 року, підписавши 3-річний контракт. Перший матч за свою нову команду зіграв 25 вересня проти «Еспаньйола», де вони програли з рахунком 0-2. За румунську команду француз зіграв 21 матч, відзначившись 2 голами.
Своєю грою за останню команду привернув увагу представників тренерського штабу клубу «Хетафе», до складу якого приєднався 14 липня 2014 року, підписавши дворічний контракт. Відіграв за клуб з Хетафе наступні три сезони своєї ігрової кар'єри.
Протягом 2017—2018 років, на правах оренди, захищав кольори «Альмерії», в той час, коли Чулі поїхав у зворотньому напрямку.
До складу клубу «Реус», на правах оренди, приєднався 2017 рокуі відіграв за клуб з Реуса 22 матчі в національному чемпіонаті.
14 лютого 2019 року приєднався до складу українського клубу «Карпати» (Львів), підписавши контракт на 2,5 роки.

## Статистика виступів

### Статистика клубних виступів
| Сезон       | Клуб      | Країна    | Ліга          | Матчів/Голів | Кубок Європи |
| ----------- | --------- | --------- | ------------- | ------------ | ------------ |
| 2006 — 2007 | «Серветт» | Швейцарія | Челлендж-ліга | 9 / 1        | -            |
| 2007 — 2008 | «Серветт» | Швейцарія | Челлендж-ліга | 24 / 3       | -            |
| 2008 — 2009 | «Серветт» | Швейцарія | Челлендж-ліга | 22 / 0       | -            |
| 2009 — 2010 | «Сьйон»   | Швейцарія | Суперліга     | 20 / 1       | 1 матч (C3)  |
| 2010 — 2011 | «Сьйон»   | Швейцарія | Суперліга     | 20 / 1       | -            |
| 2011 — 2012 | «Сьйон»   | Швейцарія | Суперліга     | 17 / 2       | -            |
| 2012 — 2013 | «Сьйон»   | Швейцарія | Суперліга     | 7 / 1        | -            |

## Досягнення

### Командні
Сьйон
- Кубок Швейцарії з футболу: 2010—11

«Астра» (Джурджу)
- Кубок Румунії з футболу: 2013–14